# Mount Fox (berg i Australien, Queensland, Hinchinbrook)
Mount Fox är ett berg i Australien. Det ligger i regionen Hinchinbrook och delstaten Queensland, omkring 1 200 kilometer nordväst om delstatshuvudstaden Brisbane. Toppen på Mount Fox är 692 meter över havet, eller 12 meter över den omgivande terrängen. Bredden vid basen är 1,0 km.
Runt Mount Fox är det mycket glesbefolkat, med 5 invånare per kvadratkilometer..
I omgivningarna runt Mount Fox växer huvudsakligen savannskog.  Genomsnittlig årsnederbörd är 1 037 millimeter. Den regnigaste månaden är februari, med i genomsnitt 256 mm nederbörd, och den torraste är september, med 4 mm nederbörd.